# Ciudad Vieja (Montevideo)
Ciudad Vieja est un quartier de Montevideo, qui correspond au centre historique de la ville. Il héberge des nombreuses entreprises, bureaux de l'État, banques, musées, galeries d'art et centres culturels, ainsi que des restaurants, boîtes de nuit, et des bars.

## Histoire

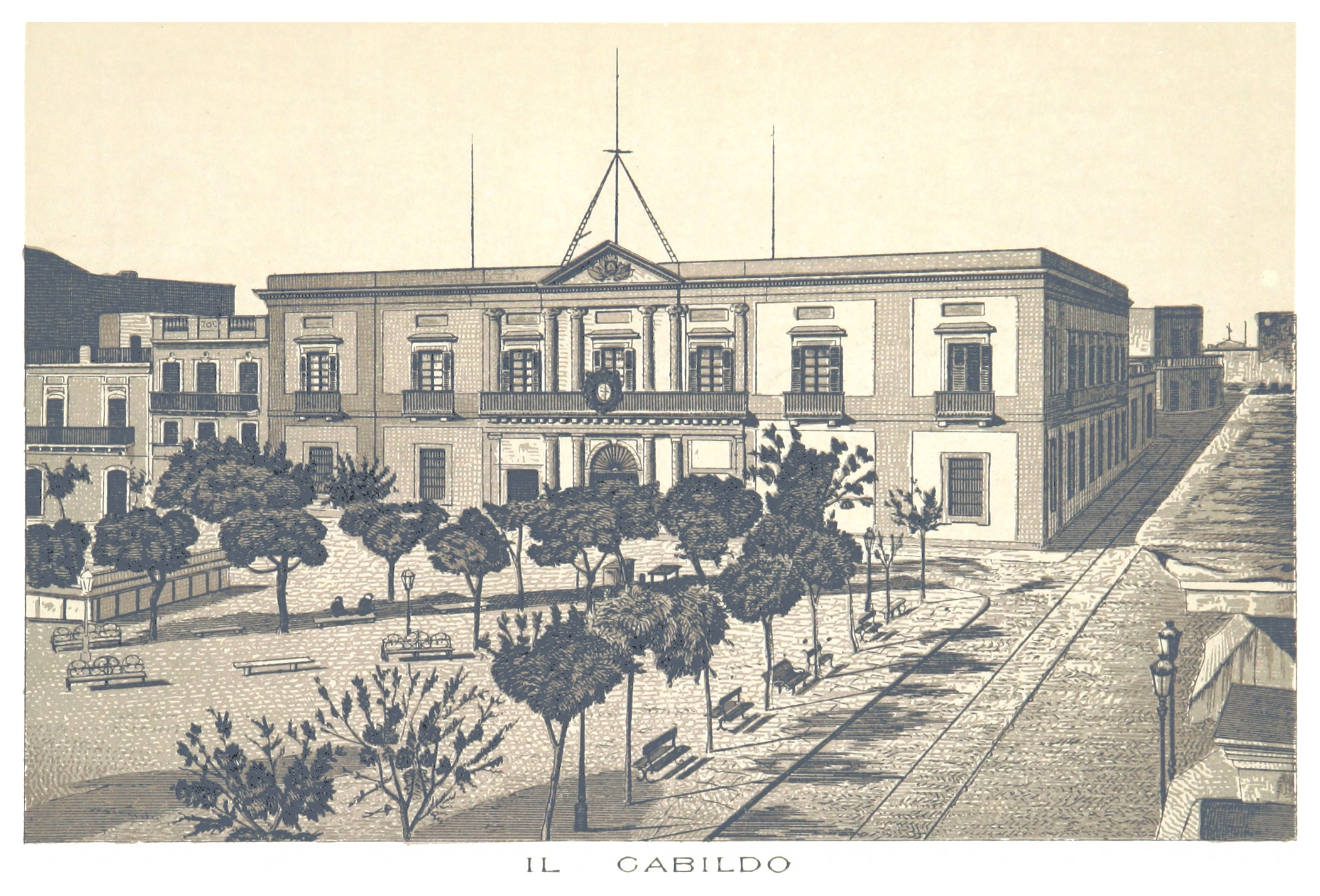
Le Cabildo.

Jusqu'à 1829, le quartier était entouré par une muraille qui protégeait la ville de possibles invasions, structure qui n'existe plus aujourd'hui que par une structure emblématique, la Porte de la Ciudadela. C'est un emblème du vieux Montevideo fortifié, bâti à partir de 1742 et rénovée en 2009.
Placée sur un des côtés de la Plaza Independencia, elle marque le début de la rue piétonne Sarandí, qui conduit au centre de Ciudad Vieja. Quelques rues du quartier rappellent la présence de la muraille, comme la rue Ciudadela ou la rue Brecha. Cette dernière tient son nom par le fait d'être placée au point où les anglais ont percé la muraille pendant la prise de la ville lors de l'invasion anglaise de 1807.
L'ancienne rue Sarandí a été réservé aux piétons en 1992, la transformant en une zone commerciale et de promenade. En 2005, elle a été étendue au-delà de la Place Matriz.

## Architecture
Dans Ciudad Vieja se trouvent de nombreuses constructions de l'ère coloniale ou des premiers décennies de l'indépendance de grande valeur architecturale. On peut citer le Cabildo, abritant le Conseil municipal de Montevideo (bâti entre 1804 et 1812), le Théâtre Solís 1856, et l'Église Matriz. Le quartier a aussi divers musées, entre autres le Musée Torres García, le Musée Gurvich, le Musée Figari, le MAPI - Musée d'Art Précolombien et Indigène et le Musée d'Arts Décoratif (installé dans le Palais Taranco). 

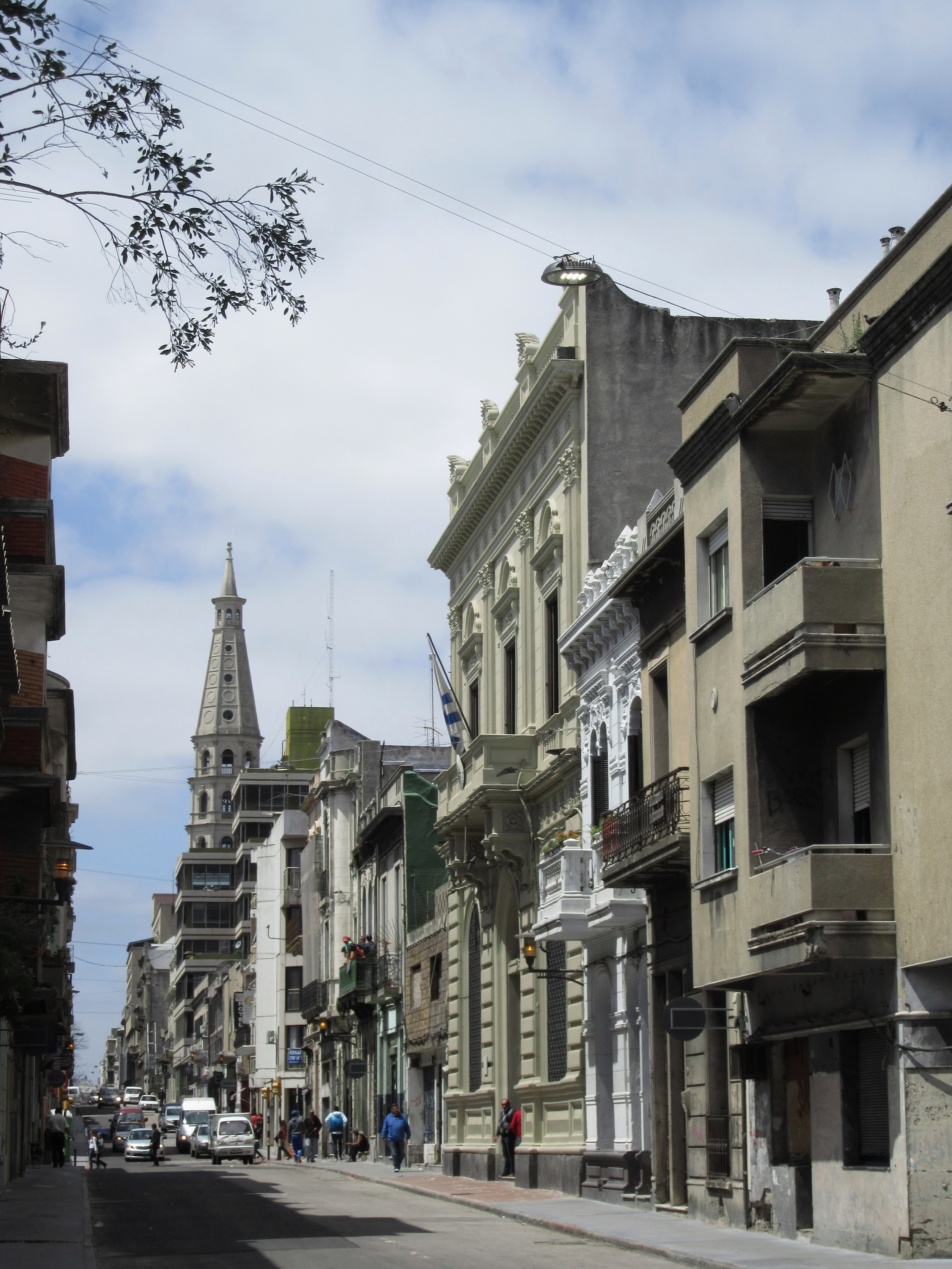
Rue Cerrito. Au fond, la tour de l'église de San Francisco.

Le Musée Historique National inclut, dans Ciudad Vieja le Musée Romantique, dans la maison d'Antonio Montero et les maisons de Manuel Ximénez et Gómez, Fructuoso Rivera, Juan Antonio Lavalleja, Juan Francisco Giró et Giuseppe Garibaldi. La maison où est né José Gervasio Artigas se trouve aussi dans le quartier.

### Urbanisme
La Rambia de Montevideo a été conçue comme une voie de circulation rapide, pour faciliter le transport depuis et vers le port de Montevideo.
Il héberge la Place Matriz et la Place Zabala. La première a été la place principale de la Cité fortifié et pendant des décennies, l'unique espace public ouvert. C'est là qu'est situé le Conseil municipal et la Cathédrale Métropolitaine.
La deuxième porte ce nom en hommage à Bruno Mauricio de Zabala, fondateur de la ville, et il se caractérise par sa disposition oblique au sein du damier parfait du quartier.Là se trouvent le Palais Taranco et la maison de M. Sáenz de Zumarán (aujourd'hui siège de la Discount Bank).

## Autres endroits d'intérêt

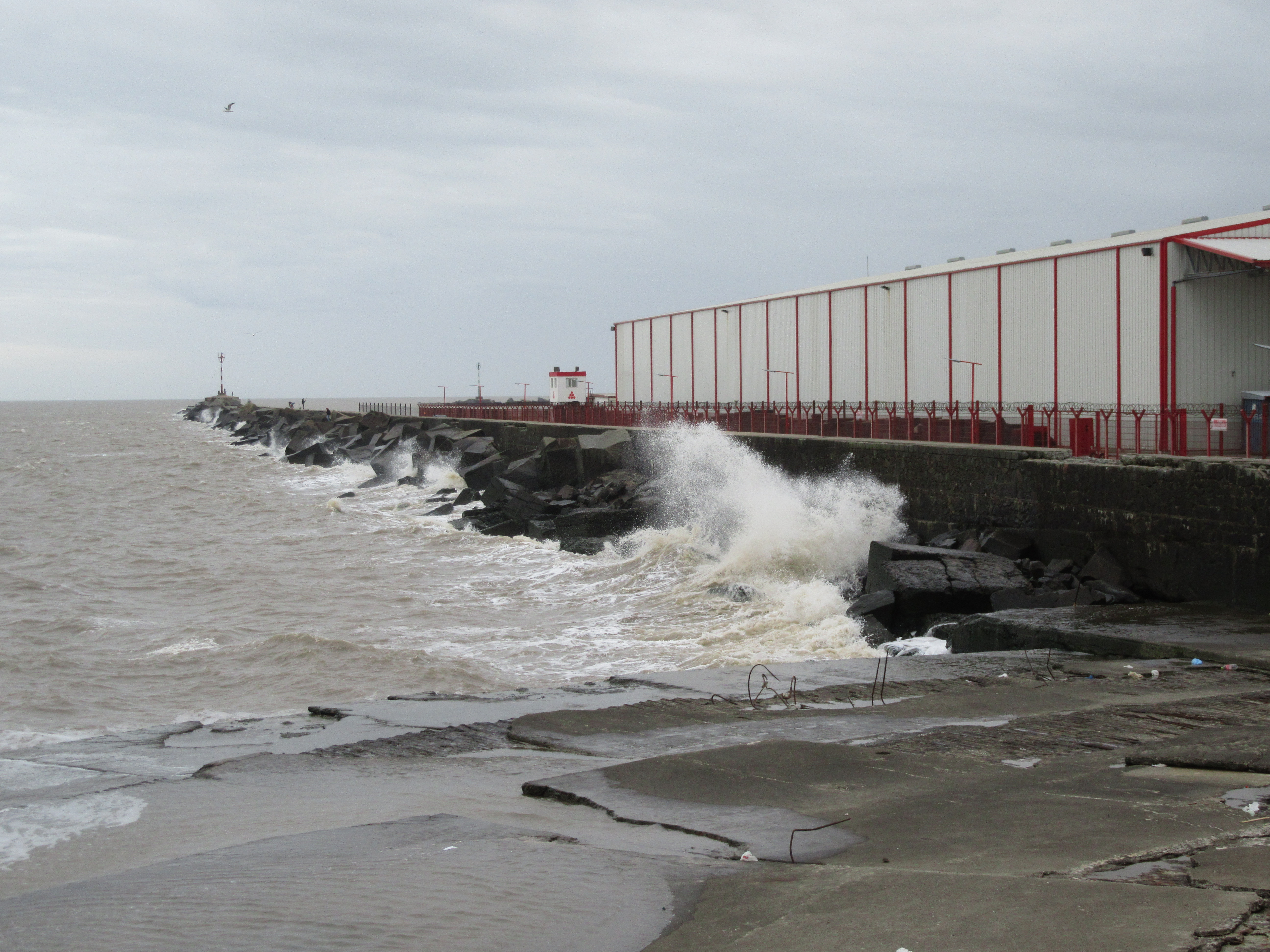
Escollera Sarandí, dans l'entrée de la baie de Montevideo.

À l'une de ses extrémités se trouve le Théâtre Solís, dans lequel ont joué notamment les actrices Margarita Xirgu et Estela Medina, restauré par l'architecte Eneida de León en 2003. A l'autre, la Escollera Sarandí, qui marque l'entrée de la baie de Montevideo. Dans son littoral nord se situe à son tour le port de Montevideo et son marché. Au sud, le début de la Rambia de la ville divise les secteurs Francia et Roosvelt. Dans la zone du Cours de la Grande-Bretagne se trouvent les places d'Espagne et de la République Argentine.

## Risque sismique
La région appartient à la «faille de la Pointe de l'Est», et à la «sous-faille du Rio de la Plata » avec une magnitude sismique basse; sa dernière expression s'est produite le 5 juin 1888 (134 ans), a 3 heures 20 UTC-3, avec une magnitude de 5,5 dans l'échelle de Richter. (Tremblement de terre du Rio de la Plata de 1888).